# 八影大桥
八影大桥（韓語：팔영대교）是韩国全羅南道的一座悬索桥，连接了麗水市与高興郡，主塔高138米，主跨850米，全长1340米，2004年11月开工，2016年12月21日通车。